# Potentilla elatior
Potentilla elatior är en rosväxtart som beskrevs av Carl Ludwig von Willdenow och Diederich Franz Leonhard von Schlechtendal. Potentilla elatior ingår i Fingerörtssläktet som ingår i familjen rosväxter. Inga underarter finns listade i Catalogue of Life.